# Хассельман, Клаус
Клаус Хассельман (Klaus Hasselmann; 25 октября 1931, Гамбург) — немецкий физик, океанолог, метеоролог, климатолог, статистик. Эмерит-профессор, доктор философии (1957). Эмерит директор-основатель Max Planck Institute for Meteorology (1974—1999), в 1988—1999 гг. также первый научный директор German Climate Computing Centre. Иностранный член Шведской королевской академии наук.
2-й наиболее цитируемый учёный в области глобального потепления за период с 1991 по 2001 год. Лауреат Нобелевской премии по физике (2021).

## Биография
В 1934 г. его семья эмигрировала в Англию, а в 1949 году возвратилась в Гамбург. С 1950 по 1955 г. изучал физику и математику в Гамбургском университете, защитил дипломную работу под началом профессора Карла Вигхардта. Его сокурсниками там были Вольфганг Кундт и Эвальд Рихтер, а одним из преподавателей — Паскуаль Йордан. С 1955 по 1957 год изучал физику и гидроаэродинамику в Гёттингенском университете и Институте гидроаэродинамики имени Макса Планка, в том же 1957 году в первом получил докторскую степень по физике под началом профессора Вальтера Толлмина. В 1957—1961 гг. помощник-исследователь профессора Карла Вигхардта. В 1961-64 гг. — ассистент и ассоциированный профессор Калифорнийского университета в Лос-Анджелесе. Туда его пригласил Уолтер Манк, с которым он познакомился в том же 1961 году. В 1963 г. Клаусс Хассельманн поселился  в Гамбурге, в 1964-66 гг. читал лекции в Гамбургском университете, в 1966-75 гг. был его профессором. В 1974 г. основал Max Planck Institute for Meteorology  и занимал должность директора до 1999 г. В 1988—1999 гг. первый научный директор German Climate Computing Centre. C 1999 г. эмерит.
Основатель European Climate Forum.
Среди его учеников океанограф Kern Kenyon.
Член Европейской академии (1988), Европейской академии наук и искусств, Deutsche Meteorologische Gesellschaft, Gesellschaft für Angewandte Mathematik und Mechanik, член Американского геофизического союза, почётный член Европейского союза наук о Земле, почётный фелло Royal Meteorological Society (2014).
Женился в 1957 году, трое детей.
Автор книги Seventy Years of Exploration in Oceanography: A Prolonged Weekend Discussion with Walter Munk (2010).

## Награды и отличия
- James B. Macelwane Medal[англ.] (1964)
- Sverdrup Gold Medal Award[англ.] (1971)
- Environment Prize (German Environment Foundation)[англ.] (1998)
- Почётный доктор Университета Восточной Англии (2000)
- Vilhelm Bjerknes Medal (2002)[9]
- Золотая медаль испанского University of Alcalá[англ.] (2005)
- IMSC award (2007)[10]
- BBVA Foundation Frontiers of Knowledge Award (2009)[11]
- Нобелевская премия по физике (2021) за «физическое моделирование земного климата и количественный анализ вариаций и надежный прогноз глобального потепления»[12]